# دخمه

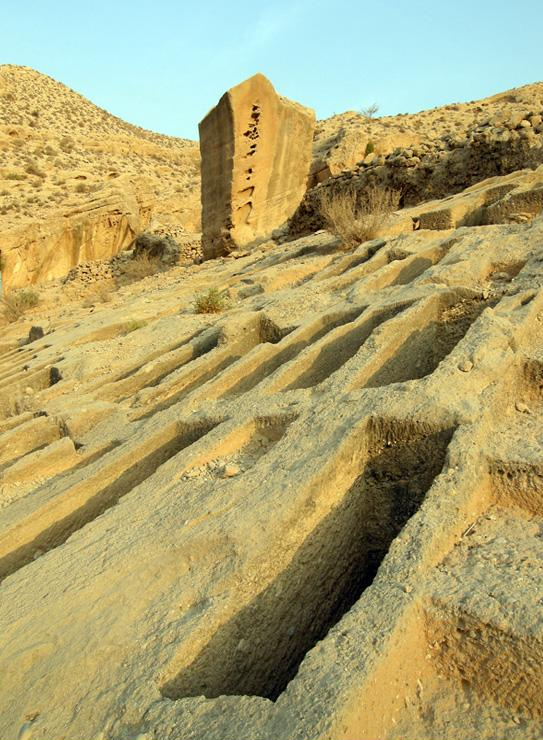
گوردخمه‌ های بندر سیراف

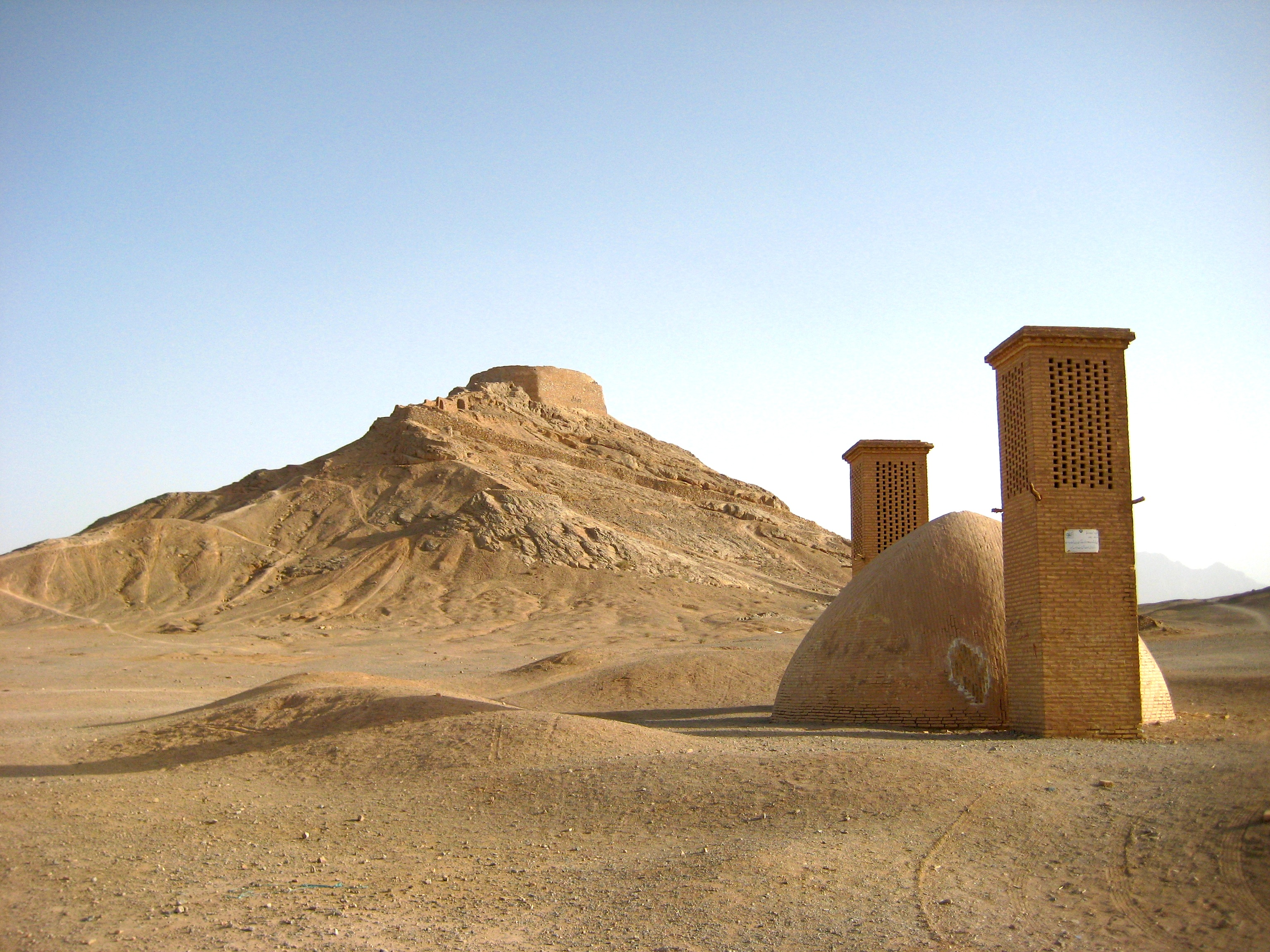
برج خاموشان

دخمه یا برج خاموشان مکانی است که زرتشتیان، مردار آدمیان را که بنا بر عقاید آن‌ها نجس و پاریار است، در آن می‌گذاشتند تا گوشت مردار توسط درندگان و پرندگان خورده شود آن‌گاه باقی‌ماندهٔ استخوان‌ها را درون چاه میانهٔ دخمه انبار می‌کردند. بنا بر عقاید زرتشتیان دفن مردار موجب آلودگی عنصر مقدس خاک می‌گردید و لازم است ذکر شود که در دین زرتشتیان سوگواری و بی‌تابی برای مرگ عزیزان به سختی منع شده است.

## واژه شناسی
دخمه یا دخنه دگرگون واژهٔ دخ خنه (دژ خانه) می‌باشد که به مرور زمان بدین وجه درآمده و به معنای سرای پلیدی است و امروزه به مکان‌های ترسناک و نامناسب گفته می‌شود.
در زبان فارسی به دخمه استدان و دخمه‌دان هم می‌گویند.
واژهٔ «دخمه» در اوستا «دَخمَه» و در پهلوی «دَخمَک»، به معنی داغ‌گاه آورده شده است. ریشهٔ این واژه «دَگ» از فارسی باستان به معنی سوزاندن است و کلمه «داغ» از همین ریشه به دست آمده است. استفاده از این واژه مربوط به زمانی است که اقوام آریایی اجساد را می‌سوزانده‌اند و بدین ترتیب دخمه به معنای مکان سوزاندن بوده است. شاید رسم سوزاندن اجساد از هنگام پیدایش دین زرتشت منسوخ شد ولی لفظ دخمه به مفهوم محل قرار دادن متوفی یا محل دفن از گذشته باقی‌مانده است.
ساخت آرامگاه در میان پیروان همه ادیان رواج داشته است، حتی در میان زرتشتیان که رسم نبوده مردگان را به خاک بسپارند. از نمونه‌های آرامگاهی که از آن‌ها بر جای مانده چنین بر می‌آید که نخست مرده را در جایی دور از آبادی به نام دخمه یا داغگاه می‌گذاشتند، این رسم یادگار زمانی است که آریایی‌ها مانند هندوهای امروزی مرده‌هایشان را می‌سوزانند.
در میان زرتشتیان به دخمه، دادگاه، دادگه یا دوزگه نیز می‌گویند که به معنای دادگاه الهی است و به پایان زندگی و آغاز محاسبه کردار اشاره دارد.

## پیشینه
دخمه‌ها خواه ساخته شده به‌دست انسان خواه برآمده از عوارض طبیعی به‌گونه‌ای آرایش می‌یافتند تا دسترسی گوشت‌خواران به مردار ساده شود؛ بدین منظور بیشتر آنها فاقد سقف یا میان فضا و در خارج سکونتگاه شهری و روستایی و معمولاً بر فراز بلندی‌ها ساخته می‌شده‌اند. با گذر زمان و تغییرات دین زرتشت عملکرد دخمه‌ها پیچیده‌تر شد و وظیفه متلاشی کردن گوشت و نسج مردارها از درندگان به پرندگان (با تدابیری مانند مرتفع کردن دخمه یا محدود کردن دسترسی درندگان) مانند دخمه داریوش بزرگ در نقش رستم شیراز و از پرندگان به نور عوامل طبیعی (مانند گوردخمه آق بند در استان گلستان) تغییر یافت.
بیشتر دخمه‌ها را دور از آبادی بر فراز تپه‌ها می‌ساختند، آن‌ها برجی استوانه‌ای شکل بودند که از سنگ ساخته می‌شدند تا از جنس خاک نباشند. بیشتر آن‌ها شاید دری هم نداشته‌اند و با نردبان به درونشان می‌رفتند. تخته سنگی طبیعی می‌یافتند و مرده را به آن می‌بستند، سپس کرکس‌ها و لاشخورها بدان هجوم می‌آوردند و کالبد مرده را به جز استخوان‌ها می‌خوردند و پاک می‌کردند. در میان این برج، چاله‌ای بوده که استخوان‌های بازمانده مردم عادی در آن می‌ریختند و استخوان بزرگان و توانمندان را در «استودان» یا «اسدانه» نگه می‌داشتند. در هندوستان به جای «استودان»، «استوپه» دارند.

## معماری دخمه[۹]

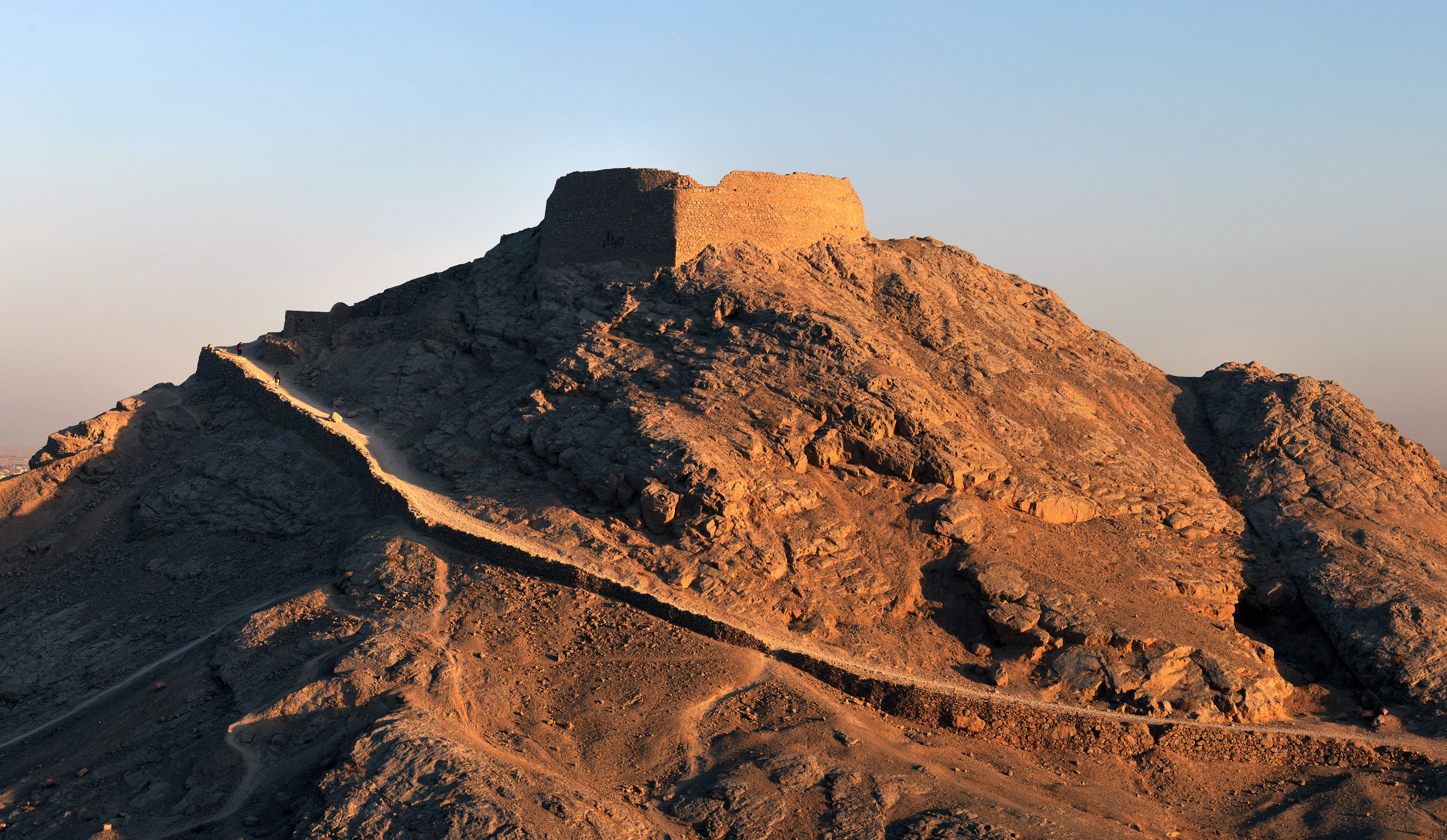
برج خاموشان یزد

در نگاه کلی می‌توان تمام دخمه‌ها را به داشتن استودان در مرکز آن، استفاده از مصالح سنگی، داشتن سه پاوی برای گذاشتن پیکر مرده و ساخت آن در بالای بلندی اشاره کرد. به گمان بسیار، به دلیل سختگیری‌های حکومتی و مذهبی و مسائل اجتماعی از یک سو و نیز کاسته شدن جمعیت زرتشتیان از سوی دیگر و مهم‌تر از همه دشواری ساخت دخمه بر پایه اشارات و آموزه‌های آیینی و تأثیر همجواری با پیروان دین اسلام، روش و شیوه دخمه سازی در ایران در مقایسه با شیوه دخمه سازی پارسیان هند خلاصه‌تر شده است.

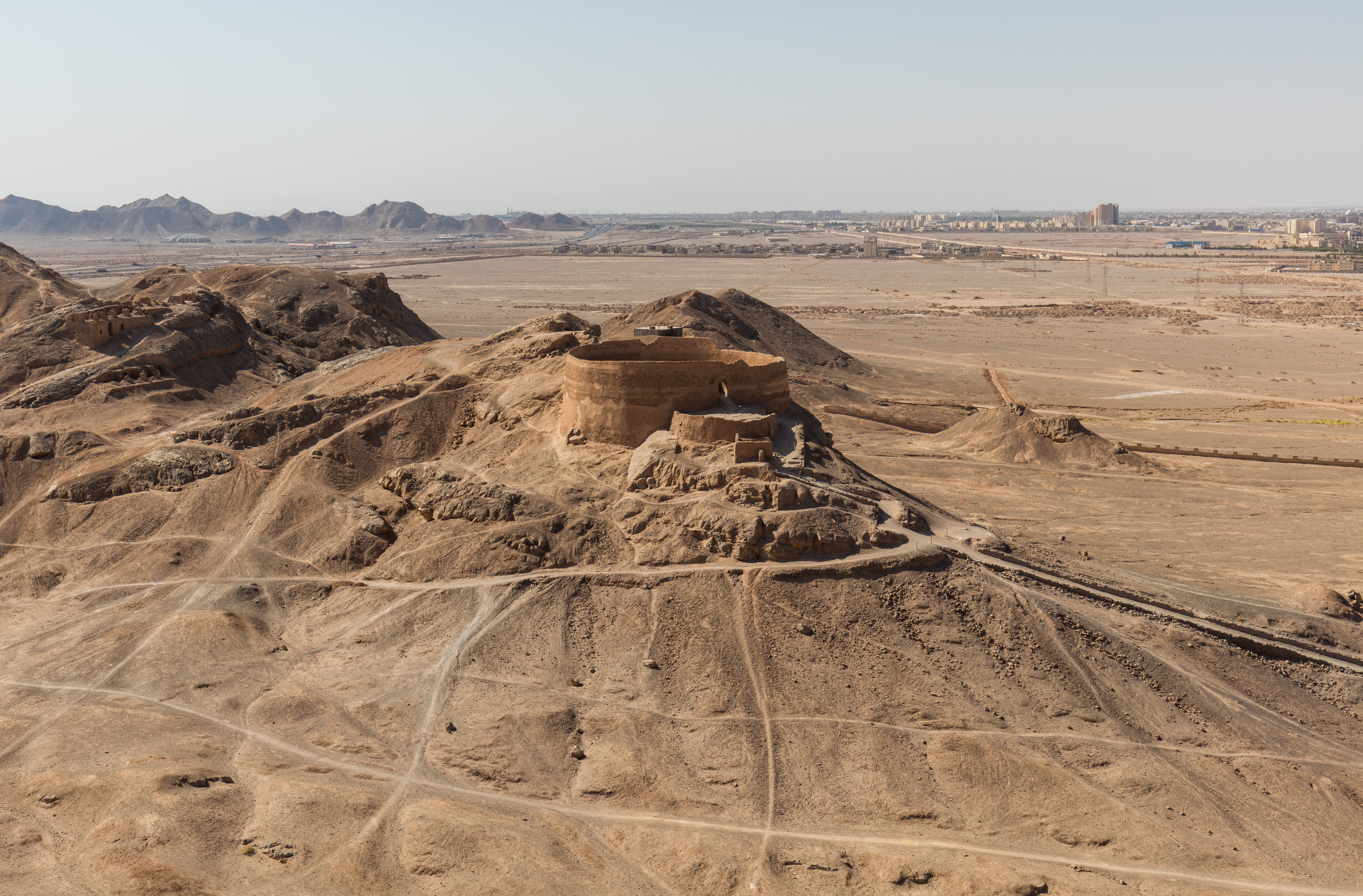
برج خاموشان گلستان بانو یزد

در ایران شاهد تنوع معماری دخمه‌ها هستیم. براساس دخمه‌های مطالعه شده در شهرهای یزد و اردکان می‌توان ویژگی‌های کلی دخمه‌ها را چنین دسته‌بندی کرد:
1. پلان دخمه‌ها عموماً دایره شکل است و در موارد خاص مستطیل یا چندضلعی بوده‌اند که احتمالاً به خاطر شرایط توپوگرافی زمین چند ضلعی ساخته شده مانند دخمه جمشید که در کنار دخمه گلستان بانو بوده و اکنون کاملاً ویران شده است
2. بر بلندی و مکان‌های مرتفع ساخته می‌شوند به استثناء دخمه‌های شریف آباد و ترک آباد اردکان احداث شده‌اند که علت آن را می‌توان دور بودن ارتفاعات از روستا دانست
3. به دور از زمین کشاورزی ساخته می‌شدند (در مورد دخمه ترک آباد باید اشاره کرد که احتمالاً پس از گسترش زمین‌های کشاورزی، دخمه میان باغات و کشتزارها قرار گرفته است)
4. به دور از شهر و مردم ساخته می‌شدند
5. ارتفاع دیوارهای دخمه بلند است تا ضمن محصور بودنش، درون آن دیده نشود
6. معمولاً از سنگ و کاهکل ساخته می‌شدند به استثناء برخی دخمه‌ها مانند دخمه‌های درگز، شریف آباد و ترک آباد اردکان که از خشت و چینه هم استفاده شده است . به نظر می‌رسد دخمه‌هایی که روی بلندی کوه هستند به دلیل فراوانی سنگ و پایداری در برابر عوامل جوی و دور از آلودن عناصر چهارگانه بوده  و کف پاوی‌ها از جنس سنگ لاشه است و در دشت‌ها که مصالح در دسترس خشت بوده، دخمه‌ها با خشت ساخته می‌شدند
7. دخمه فقط یک در ورودی دارد که تنها دخمه‌بان اجازه ورود به دخمه از طریق آن را دارد
8. در ورودی دخمه رو به شرق یعنی سمت طلوع آفتاب باز می‌شود(در باورهای ایرانی پیش از زرتشت همچون آیین مهرپرستی نیز مرده‌ها را رو به شرق دفن می‌کردند و مهراب معابد میترایی در جهت شرق است)
9. همه دخمه‌ها دارای استودان _ جایی برای ریختن استخوان مردگان _ هستند
10. دخمه چم علاوه بر ویژگی‌های فوق دارای برج فانوس می‌باشد
11. برخی از آن‌ها همچون دخمه‌های مانکجی، گلستان بانو و چم دارای دریچه نور در دیوار دخمه می‌باشند
12. عموماً دخمه‌ها فاقد تزئینات هستند
13. دخمه‌ها مسقف نیستند؛ دیوارها مانعی برای دیده شدن درون دخمه هستند
14. به منظور پایداری بیشتر، ضخامت دیوارها از پایین به بالا کاهش می‌یابد
15. دخمه‌ها دارای سه پاوی متحدالمرکز، به مرکزیت پلان دخمه هستند . اولی و بزرگ‌ترین آن برای مردان، دومی با اندازه متوسط برای زنان و سومی که کوچک‌ترین آنهاست برای کودکان می‌باشد . اجساد بر روی پاوی‌ها قرار می‌گرفتند تا بدین طریق به آفتاب و پرندگان عرضه شوند . به استثناء دخمه گبریان شهر ری که پاوی آن گودال و مستطیل شکل است
16. به جز دخمه‌های مانکجی، گلستان و اله آباد رستاق، بقیه دخمه‌ها فاقد فضای مشخص و مجزایی به عنوان اتاق دخمه‌بان هستند . همچنین در دخمه اله آباد رستاق ، اتاق دخمه بان درون دخمه ساخته شده است
17. دخمه‌ها زهکشی در وسط دارند؛ برای عبور خون و مایعات نشت پیدا کرده از پیکر ناشی از تجزیه بافت‌ها و سلول‌های مرده

## سپردن مردار به دخمه
نسا یا پیکر مرده توسط فرد یا افرادی موسوم به نِساکش از خانه به محل دخمه انتقال می‌یافت و در آنجا تحویل مسئول دخمه یا نساسالار می‌گردید و در آنجا باقی می‌ماند تا متلاشی می‌شد و سپس نساسالار، بقایای استخوان و لوس باقی‌مانده را درون چاه وسط دخمه می‌ریخت.
در ایران هنوز دخمه‌هایی یافت می‌شود اما زرتشتیان دیگر از آن استفاده نمی‌کنند.
دخمه‌ها و آرامگاه‌های تاریخی مربوط به پیش از نفوذ اسلام در ایران که نوعی معماری صخره‌ای محسوب می‌شوند را گوردخمه می‌نامند.

## دخمه‌بان
دخمه‌بان مردی بود که در محیط دخمه زندگی می‌کرد و جسد مرده‌ها را از مردم تحویل می‌گرفت در جای مناسب داخل دخمه دخمه‌گذاری می‌کرد. دخمه‌بان معمولاً کسی بود که مرتکب جرم بسیار بزرگی می‌شد و از سوی سرپرست شهر برای مدت طولانی محکوم به کار اجباری دخمه‌بانی در یک دخمه می‌شد. دخمه‌بان‌ها را سالار صدا می‌کردند.
محمدرضا نظری دارکولی، نویسنده، منتقد فلسفه و ادبیات رمانی با نام «دخمه‌بان» نوشته که زندگی یک دخمه‌بان را به تصویر کشیده است.
کوروش نیکنام نظریه مجرم بودن دخمه‌بان را رد می‌کند و دخمه‌بان را فردی می‌داند که از روی خویشکاری و وظیفه مبادرت به دخمه‌گذاری پیکر مردگان می‌کرد .

## کده
مکان نگهداری مردگان در زمستان را «کده» می‌نامند. در این فصل که قرار دادن پیکر مردگان در دخمه میسر نبود، زرتشتیان مرده‌های خود را در مکانی به نام «کده» نگهداری می‌کردند. چنان‌که در وندیداد، فرگرد پنجم، بند ۱۰ تا ۱۵ آمده است که مزداپرستان باید در هر کویی «کده» برای نگهداری مردگان بسازند؛ چنان بزرگ که سرشان برافراشته، پاهای کشیده و دست‌های گشوده را نیازارد. در فرگرد هشتم بند ۹ و ۱۰ وندیداد اشاره می‌کند:
«هنگامیکه پرندگان به پرواز درآمدند و گیاهان روییدند و سیلاب‌ها روان شدند و باد، باید مردار را برگیرند و به ساختمانی که از سنگ و ساروج و خاک ساخته شده (دخمه) ببرند»

## دخمه‌های ایران

#### استان یزد
- دخمه‌های یزد
- دخمه‌های شریف‌آباد
- دخمه ترک‌آباد (دخمه دیلم)
- دخمه اله‌آباد رستاق
- دخمه چم

#### استان کرمان
- دخمه‌های کرمان

#### استان تهران
- دخمه گبرهای شهر ری

#### استان خراسان رضوی
- دخمه بندیان درگز